# 8년 전쟁: 이란 vs 이라크
《8년 전쟁: 이란 vs 이라크》(Istadeh Dar Ghobar, Standing in the Dust)는 이란에서 제작된 모하메드 호세인 마흐다비안 감독, Habibollah Valinezhad 제작의 2016년 액션, 전쟁 영화이다. 하디 헤자지파르 등이 주연으로 출연하였다. 레바논에서 사라진 이란-이라크 전쟁의 이란의 지휘관 아흐마드 모테바젤에 관해 다룬 드라마 영화이다.

## 출연
- 하디 헤자지파르
- Amir Hossein Hashemi
- Farhad Fadakar
- Emad Mohammadi
- Ebrahim Amini